# Hassasna
Hassasna là một đô thị thuộc tỉnh Aïn Témouchent, Algérie. Dân số thời điểm năm 2002 là 3.772 người.